# SS-Totenkopfverbände
Le SS-Totenkopfverbände (comunemente abbreviato in SS-TV e traducibile come «Unità testa di morto») furono reparti appartenenti alle SS, l'organizzazione paramilitare del Partito nazista, adibiti alla custodia dei campi di concentramento della Germania nazionalsocialista.

## Storia
Nel marzo 1933, dopo pochi mesi dall'ascesa al potere di Adolf Hitler, vennero istituiti i primi «campi di lavoro» e «rieducazione» all'interno dei quali rinchiudere i «nemici dello Stato» nazionalsocialista composti in un primo momento principalmente da oppositori politici comunisti e socialdemocratici. Il pretesto per dare il via alle persecuzioni venne fornito dall'incendio dell'edificio del Reichstag, sede del parlamento tedesco, avvenuto in circostanze oscure - forse furono gli stessi nazisti ad appiccare il fuoco - ma sfruttato immediatamente dalla propaganda per incolpare i comunisti di voler rovesciare il legittimo governo attraverso una rivolta.
In Prussia e nella maggior parte della Germania, i primi e più numerosi campi vennero creati da Hermann Göring, delfino del Führer e potente ministro degli Interni dello stato prussiano. Göring affidò l'amministrazione di questi campi, spesso estemporanei e disorganizzati, alle Sturmabteilung (SA).
In contrapposizione al «disorganizzato» Göring, il campo di concentramento di Dachau in Baviera venne istituito dall'«efficiente» Heinrich Himmler, comandante delle SS ed astro nascente del Partito Nazionalsocialista Tedesco dei Lavoratori. Per effettuare il servizio di guardia agli internati di Dachau Himmler formò, con elementi delle Allgemeine-SS di Monaco, il reparto SS-Wachverbände («Unità di guardia») e ne affidò il comando - insieme a quello del campo - all'SS-Oberführer (colonnello) Theodor Eicke che presto si distinse sia per brutalità che per l'efficienza tanto da trasformare Dachau in un campo modello.
Nel frattempo Himmler riuscì a sottrarre il controllo di parte dei campi di concentramento alla giurisdizione di Göring e delle Sturmabteilung. Il 30 giugno 1934 ebbe luogo una sanguinosa purga, organizzata da Himmler e Göring, ai danni delle SA e del loro comandante Ernst Röhm, accusato di tramare per il rovesciamento di Hitler. Eicke, comandante di Dachau, ebbe un ruolo importante nell'operazione comandando il reparto che uccise Röhm o, forse, assassinandolo egli stesso.
Screditate in seguito alla purga le SA ed accordatosi con Göring, Himmler ottenne, tra l'altro, il controllo di tutti i campi di concentramento della Germania e ricompensò Eicke promuovendolo al grado di SS-Gruppenführer (generale di divisione) e nominandolo, il 4 luglio 1934, Inspekteur der Konzentrationslager und SS-Wachverbände («Ispettore dei campi di concentramento e delle unità di guardia»). Himmler assegnò ad Eicke il compito di migliorare la disciplina ed il morale delle SS-Wachverbände che fino ad allora erano state reclutate tra gli elementi meno motivati ed efficienti delle Allgemeine-SS. Nella mente di Himmler ed Eicke era chiaro che lo speciale reparto avrebbe dovuto essere pronto, efficiente e spietato in previsione delle future operazioni di internamento di «nemici dello stato», ebrei ed «asociali».
Entro il marzo 1935 l'iniziale e caotica struttura dei campi venne completamente riorganizzata da Himmler che chiuse quelli più piccoli e ne istituì dei nuovi, più grandi e disposti oculatamente sul territorio tedesco, in grado di ricevere il sempre maggiore afflusso di internati. In quest'ottica anche le SS-Wachverbände vennero ampliate in sei unità della dimensione di una compagnia, ognuna delle quali assegnata ad un particolare campo di concentramento. Le SS-Wachtruppe («Compagnie di sorveglianza») risultarono così dislocate:
- SS-Wachtruppe "Oberbayern" presso Dachau
- SS-Wachtruppe "Ostfriesland" presso Esterwegen
- SS-Wachtruppe "Elbe" presso Lichtenburg
- SS-Wachtruppe "Sachsen" presso Sachsenburg
- SS-Wachtruppe "Brandenburg" presso Oranienburg e Columbia-Haus
- SS-Wachtruppe "Hansa" presso Amburgo-Fuhlsbüttel

Nel corso del 1935 le SS-Wachtruppe vennero completamente sottratte al controllo delle SS-Allgemeine e riorganizzate in cinque battaglioni (Sturmbann) indipendenti così dislocati:
- SS-Wachsturmbann I "Oberbayern" presso Dachau
- SS-Wachsturmbann II "Elbe" presso Lichtenburg
- SS-Wachsturmbann III "Sachsen" presso Sachsenburg
- SS-Wachsturmbann IV "Ostfriesland" presso Esterwege
- SS-Wachsturmbann V "Brandenburg" presso Oranienburg e Columbia-Haus

Il 29 marzo 1936 i battaglioni, che avevano una forza complessiva di circa 3.500 uomini, vennero ufficialmente rinominati SS-Totenkopfverbände ed autorizzati a portare sulle mostrine della loro divisa il simbolo del teschio, che divenne il loro tristemente noto distintivo. Il 1º luglio 1937 ebbe luogo una nuova riorganizzazione con la creazione di tre reggimenti (Standarte) della forza complessiva di 4.500 uomini:
- SS-Totenkopfstandarte 1 "Oberbayern" presso Dachau
- SS-Totenkopfstandarte 2 "Brandenburg" presso Sachsenhausen
- SS-Totenkopfstandarte 3 "Thüringen" presso Buchenwald

Dopo l'annessione dell'Austria (Anschluss) del 1938 fu creato un nuovo reggimento, il SS-Totenkopfstandarte 4 "Ostmark", destinato al campo di Mauthausen-Gusen creato subito dopo l'unione dei due stati. Nel 1939 l'organico venne ulteriormente espanso con la creazione dell'SS-Totenkopfstandarte 5 "Dietrich Eckart" e di nuove unità di supporto: un battaglione medico, una compagnia anticarro sperimentale, un plotone motorizzato di segnalatori e un'unità semimotorizzata del genio.
Allo scoppio della Seconda guerra mondiale numerosi membri delle SS-TV confluirono nella SS-Totenkopf-Division formata nell'ottobre 1939 (l'unità cambiò più volte nome nel corso del conflitto). Nonostante le comuni origini di parte del personale e il comando affidato a Theodor Eicke la SS-Totenkopf-Division ufficialmente non effettuò servizio presso i campi di concentramento e combatté sul fronte occidentale ed orientale durante tutta la guerra. D'altra parte durante il conflitto fu pratica comune, e non limitata a questa divisione, trasferire personale delle Waffen-SS («SS combattenti») in convalescenza, o non più abile al servizio in prima linea, nel personale di custodia dei campi di concentramento.

## Condanna
Il 30 settembre 1946, i giudici del tribunale del Processo di Norimberga condannarono le SS, dichiarandole un'organizzazione criminale. I giudici sottolinearono questa sentenza dichiarando che: le SS vennero usate per scopi che erano criminali, che comprendevano: la persecuzione e lo sterminio degli ebrei, brutalità ed esecuzioni nei campi di concentramento, eccessi nell'amministrazione dei territori occupati, l'amministrazione del programma di lavoro schiavistico e il maltrattamento e assassinio di prigionieri di guerra (IMT, 1946, Vol. XXII, p. 516, in: Höhne, 1969, p. 3). La sentenza continuava dichiarando che il sospetto di crimini di guerra avrebbe coinvolto tutte le persone che erano state ufficialmente accettate come membri delle SS... che divennero o rimasero membri dell'organizzazione sapendo che veniva usata per commettere atti dichiarati criminali dall'articolo 6 dello statuto di Londra sui crimini di guerra (International Military Tribunal, 1947-1949, Vol. XXII, p. 517 in: Höhne, 1969, p. 3).